# Natalio Wheatley
Natalio Wheatley (né le 2 juin 1980) est un homme politique des Îles Vierges britanniques, Premier Ministre du territoire depuis le 5 mai 2022. Son grand-père, Willard Wheatley avait déjà occupé ce poste.